# Manettia lobbii
Manettia lobbii är en måreväxtart som beskrevs av Herbert Fuller Wernham. Manettia lobbii ingår i släktet Manettia och familjen måreväxter. Inga underarter finns listade i Catalogue of Life.